# Blue Bloods
Blue Bloods är en amerikansk dramaserie från skaparna av Sopranos. Serien är från 2010 och handlar om en familj av irländsk härkomst i New York vars medlemmar jobbar inom rättsväsendet, både polisen och åklagare. Serien hade amerikansk premiär på CBS den 24 september 2010. I Sverige har TV4 rättigheterna för TV-serien och började sända serien den 10 mars 2011. Serien handlar inte om bevis och att fånga bovar i första hand, utan handlar om familjen Reagan. CBS förnyade den 14 mars 2012 Blue Bloods för säsong 3.
CBS förnyade den 27 mars 2013 Blue Bloods för säsong 4.
CBS bekräftade den 11 maj 2015 att en sjätte säsong kommer att släppas den 25 september 2015.
I Entertainment Weeklys årliga TV-förhandstitt klassade Ken Tucker serien som en av de fem bästa nya TV-programmen under 2010. Debutavsnittet i USA fick över 15 miljoner tittare.

## Rollista
| Karaktär                    | Skådespelare      | Säsonger |
| --------------------------- | ----------------- | -------- |
| Francis "Frank" Reagan      | Tom Selleck       | 1-       |
| Daniel "Danny" Reagan       | Donnie Wahlberg   | 1-       |
| Erin Reagan-Boyle           | Bridget Moynahan  | 1-       |
| Jamison "Jamie" Reagan      | Will Estes        | 1-       |
| Henry Reagan                | Len Cariou        | 1-       |
| Linda Reagan                | Amy Carlson       | 1-       |
| Nicole "Nicky" Reagan-Boyle | Sami Gayle        | 1-       |
| Jack Reagan                 | Tony Terraciano   | 1-       |
| Sean Reagan                 | Andrew Terraciano | 1-       |

## Återkommande karaktärer
- Abigail Hawk - Detective Abigail Baker (2010–)
- Jennifer Esposito - Jackie Curatola (2010–)
- Gregory Jbara - Garrett Moore  (2011–)
- Vanessa Ray - Eddie Janko-Reagan (2013–)